# Auguštanovec
Auguštanovec is een plaats in de gemeente Pokupsko in de Kroatische provincie Zagreb. De plaats telt 170 inwoners (2001).